# Hydraty
Hydraty inaczej wodziany – pojęcie dwuznaczne oznaczające:
1. W chemii organicznej jest to każdy związek chemiczny otrzymany na skutek reakcji addycji wody – w hydratach w tym sensie nie występują wolne cząsteczki wody, lecz do związku przyłączają się osobno atomy wodoru i grupy hydroksylowej, pochodzące ze zdysocjowanej wody.
2. W chemii nieorganicznej jest to związek chemiczny lub układ supramolekularny, który zawiera w swojej strukturze cząsteczki wody zaokludowane w jego sieci krystalicznej lub względnie trwale połączone wiązaniami wodorowymi, a nie wiązaniami kowalencyjnymi. Hydraty w tym sensie są często tworzone przez sole nieorganiczne. Niektóre związki organiczne również są zdolne do tworzenia tego rodzaju hydratów.

## Hydraty związków organicznych
Przykłady:
- wodzian chloralu – jeden z pierwszych syntetycznych leków nasennych

## Hydraty związków nieorganicznych (sole uwodnione)

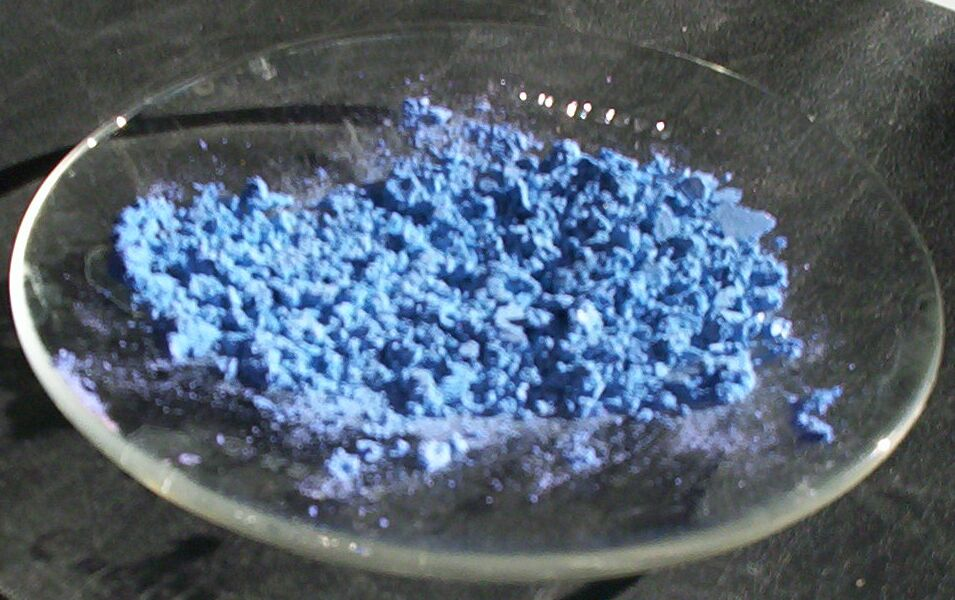
Bezwodny chlorek kobaltu(II)

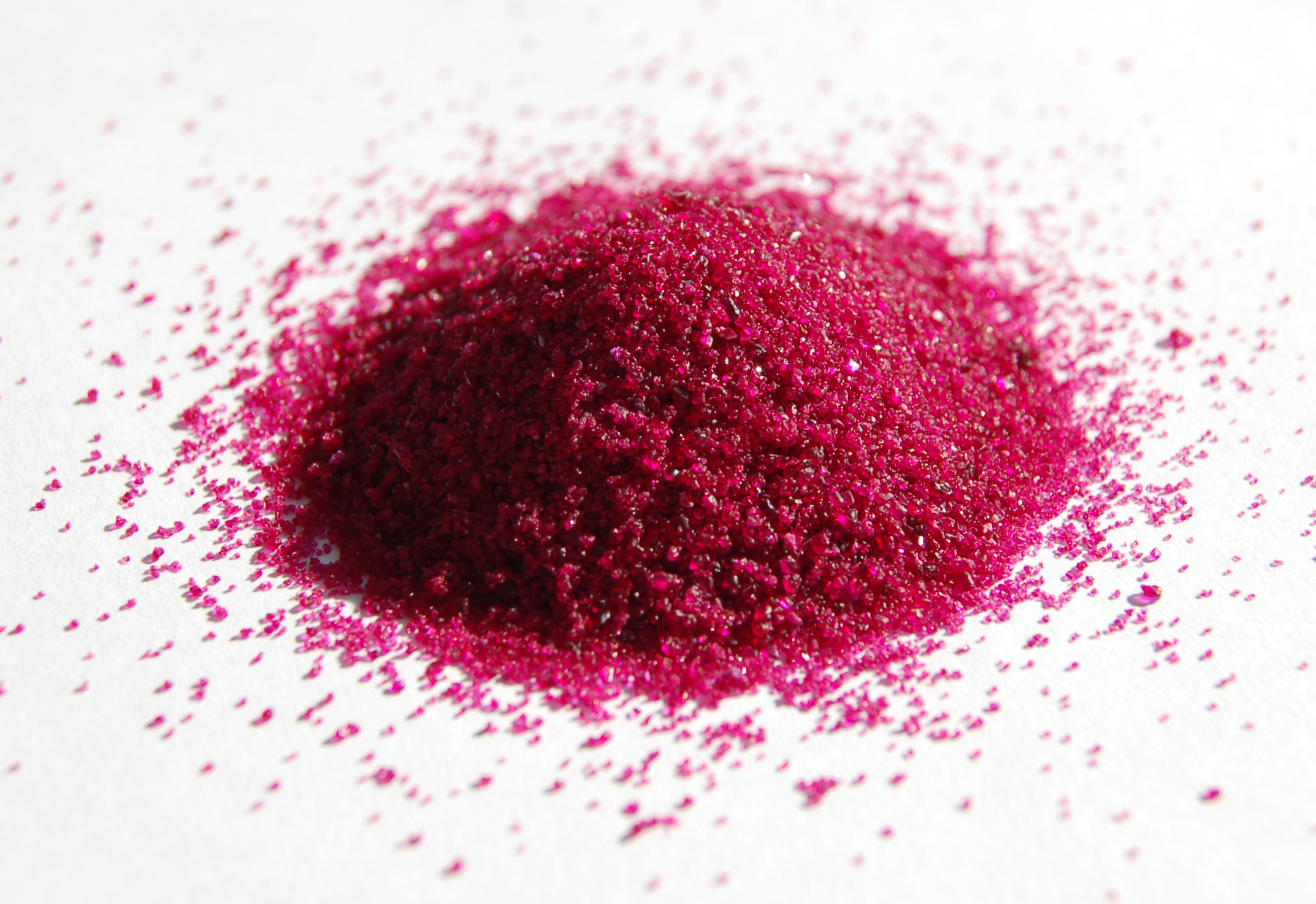
Sześciowodny chlorek kobaltu(II)

W uwodnionych solach woda nie tworzy wiązań kowalencyjnych z cząsteczkami soli, lecz jest wbudowana w ich sieć krystaliczną. Z tego względu wodę tę nazywa się krystalizacyjną. Woda jest wbudowywana do sieci w ściśle określony sposób na skutek czego na jedną cząsteczkę soli przypada ściśle określona liczba cząsteczek wody. W kryształach hydratów woda jest utrzymywana poprzez silne wiązania wodorowe, które występują w każdej jednostce elementarnej sieci krystalicznej lub tylko poprzez zaokludowanie wewnątrz jednostek elementarnych sieci. Tradycyjnie, we wzorach sumarycznych hydratów, wodę krystalizacyjną wyodrębnia się z niego na końcu i pisze po znaku mnożenia.
Sole uwodnione są zwykle nietrwałe termicznie. W określonej temperaturze przechodzą często spontanicznie w formę bezwodną, lub formę mniej uwodnioną. Po ochłodzeniu bezwodna forma soli jest zwykle silnie higroskopijna i spontanicznie pobiera wodę z otoczenia, jeśli tylko ma taką możliwość. Istnieją też trwałe hydraty, które nie rozkładają się przed osiągnięciem temperatury topnienia. Odwodnienie tego rodzaju hydratów wymaga specjalnych zabiegów – jak np. suszenia ich w formie stopionej i następnie krystalizacji z bezwodnych rozpuszczalników.
Przemianie soli metali przejściowych z formy bezwodnej w hydrat towarzyszy często zmiana barwy. Przykładem jest uwodniony niebieski siarczan miedzi CuSO
4·5H
2O przechodzący w wyniku podgrzania najpierw w jasnobłękitną postać jednowodną, a następnie w białą bezwodną. Zjawisko to jest często stosowane do detekcji zawilgocenia środków suszących. Np. do silikażelu dodaje się często bezwodnego chlorku kobaltu(II), który zmienia barwę z intensywnie niebieskiej na ciemnoróżową po przemianie w hydrat.
Niektóre sole uwodnione występują w więcej niż jednej postaci, np. bezwodny węglan sodu przyłączając wodę tworzy kolejno hydraty: jednowodny Na
2CO
3·H
2O, następnie siedmiowodny Na
2CO
3·7H
2O i ostatecznie trwały dziesięciowodny Na
2CO
3·10H
2O.
Ogólny wzór ma postać "związek hydratowany · nH
2O" i wówczas stosuje się następujące nazwy hydratu w zależności od liczby n:
- n = 1/2: hemihydrat
- n = 1: monohydrat
- n = 1½: seskwihydrat
- n = 2: dihydrat
- n = 3: trihydrat
- n = 4: tetrahydrat, itd.,

przy czym to nazewnictwo ma zastosowanie także w chemii organicznej, do tych związków, które tworzą hydraty drugiego typu, jak na przykład kwas szczawiowy.
Hydraty w większości dość dobrze rozpuszczają się w wodzie, przy czym proces rozpuszczania powoduje "wyzwolenie" wody z sieci krystalicznej, nawet jeśli sama sól nie ulega dysocjacji, co należy uwzględniać w obliczeniach stechiometrycznych reakcji chemicznych prowadzonych z udziałem tych soli. Część hydratów nie jest jednak dobrze rozpuszczalna w wodzie. Przykładem słabo rozpuszczalnego hydratu jest gips, czyli uwodniony siarczan wapnia CaSO
4·2H
2O. (Porównaj: anhydryt)